# Temporada 1969 de la NFL

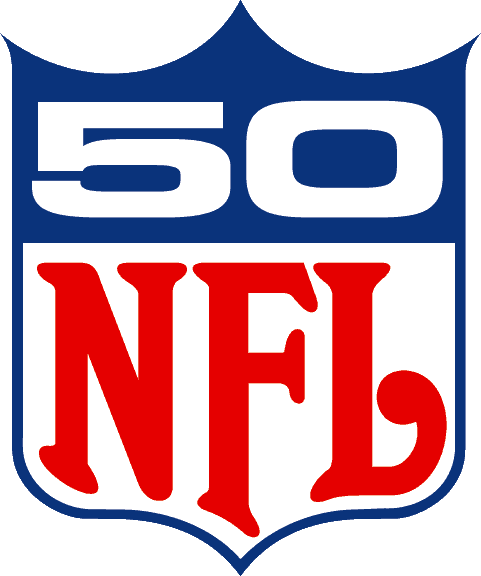
Logo oficial del 50 aniversario de la Liga Nacional de Fútbol Americano en 1969

La Temporada 1969 de la NFL fue la 50.ª en la historia de la NFL y la última antes de la Fusión de la AFL-NFL. En honor a la temporada cincuenta de la NFL, fue diseñado un logo especial de aniversario y cada jugador llevaba un parche en sus camisetas con este logotipo durante la temporada.
Los Philadelphia Eagles se convirtieron en el primer equipo de la NFL para jugar sus partidos en casa en césped artificial, instalado en el Franklin Field.
Según el acuerdo hecho durante la temporada 1967, los New Orleans Saints y los New York Giants cambiaron nuevamente de división, volviendo a la alineación de 1967.
La temporada terminó cuando los Minnesota Vikings vencieron a los Cleveland Browns en el juego de campeonato de la NFL, ganando el derecho de enfrentarse a los campeones de la American Football League, Kansas City Chiefs, en el Super Bowl IV en New Orleans. Esta fue la última entrega del Trofeo Ed Thorp Memorial Trophy al campeón de la NFL; el trofeo fue introducido 35 años antes, en 1934.Como fue el caso de la temporada anterior, el campeón de la NFL no fue coronado como el campeón del mundo debido a la pérdida de los Vikings ante los Chiefs en el Super Bowl. Este hecho ya no sucedería luego de la fusión en la temporada siguiente (1970), con 2 conferencias separadas (la AFC y la NFC) tanto jugando en la misma liga (la NFL), con los 2 campeones de conferencia que juegan entre sí cada año en el super Bowl.

## Carrera divisional
Al igual que las dos temporadas anteriores, la Conferencia Este se dividió en las divisiones Capitol y Century, y la Conferencia del Oeste en la Coastal y Central. Durante 1966, si dos equipos estaban empatados en el liderato de la división al final de la temporada, se llevaba a cabo un partido de desempate para determinar el campeón de división. A partir de 1967, se implementó un sistema de desempate basado en enfrentamientos directos, a continuación, los puntos netos en enfrentamientos directos, seguidos por el equipo que había jugado menos recientemente en un partido por el título fueron los criterios de desempate. Como tal, solo un equipo en una división sería el ganador de la división, incluso si el registro de ganados y perdidos fue la misma. (Este desempate solamente se necesitó una sola vez en los tres años que estaba en existencia, cuando en 1967 los Rams y los Colts termionaron empatados por el título de la División Coastal, pero los Rams avanzaron a los playoffs sobre la base de su historial de 1-0-1 frente a los Colts) .
Las carreras divisionales de 1969 fueron en gran parte sin incidentes. Los cuatro ganadores de la división asumieron el 1.er lugar en la semana 5 y siempre mantuvieron su ventaja. Las definiciones más parejas se dieron en la división Central y las Coastal, donde los Vikings y los Rams ganaron sus divisiones por 2 ½ juegos, pero los Rams habían asegurado con cuatro partidos por jugar y los Vikings con tres partidos por jugar. Como la ventaja de campo en los playoffs se basaba en una rotación anual y no estaba determinada por el registro del equipos, los ganadores de la división tenían nada en juego y el último mes de la temporada fue sin incidentes, salvo por la búsqueda de los Rams de un registro perfecto, que terminó en los Ángeles con una pérdida en la semana 12 ante los Vikings, 20-13. La otra nota fue el regreso de Vince Lombardi como entrenador de los Washington Redskins después de un paréntesis de un año; llevó a los Redskins a un registro 7-5-2, su primer registro ganador en quince años.
| Semana | Capitol     |        | Century      |        | Coastal     |        | Central    |        |
| ------ | ----------- | ------ | ------------ | ------ | ----------- | ------ | ---------- | ------ |
| 1      | Washington* | 1–0–0  | Pittsburgh*  | 1–0–0  | Atlanta*    | 1–0–0  | Green Bay  | 1–0–0  |
| 2      | Dallas      | 2–0–0  | Cleveland    | 2–0–0  | Los Angeles | 2–0–0  | Green Bay  | 2–0–0  |
| 3      | Dallas      | 3–0–0  | St. Louis*   | 2–1–0  | Los Angeles | 3–0–0  | Minnesota* | 2–1–0  |
| 4      | Dallas      | 4–0–0  | N.Y. Giants* | 3–1–0  | Los Angeles | 4–0–0  | Minnesota* | 3–1–0  |
| 5      | Dallas      | 5–0–0  | Cleveland    | 4–1–0  | Los Angeles | 5–0–0  | Minnesota* | 4–1–0  |
| 6      | Dallas      | 6–0–0  | Cleveland    | 4–1–1  | Los Angeles | 6–0–0  | Minnesota  | 5–1–0  |
| 7      | Dallas      | 6–1–0  | Cleveland    | 5–1–1  | Los Angeles | 7–0–0  | Minnesota  | 6–1–0  |
| 8      | Dallas      | 7–1–0  | Cleveland    | 5–2–1  | Los Angeles | 8–0–0  | Minnesota  | 7–1–0  |
| 9      | Dallas      | 8–1–0  | Cleveland    | 6–2–1  | Los Angeles | 9–0–0  | Minnesota  | 8–1–0  |
| 10     | Dallas      | 8–2–0  | Cleveland    | 7–2–1  | Los Angeles | 10–0–0 | Minnesota  | 9–1–0  |
| 11     | Dallas      | 8–2–1  | Cleveland    | 8–2–1  | Los Angeles | 11–0–0 | Minnesota  | 10–1–0 |
| 12     | Dallas      | 9–2–1  | Cleveland    | 9–2–1  | Los Angeles | 11–1–0 | Minnesota  | 11–1–0 |
| 13     | Dallas      | 10–2–1 | Cleveland    | 10–2–1 | Los Angeles | 11–2–0 | Minnesota  | 12–1–0 |
| 14     | Dallas      | 11–2–1 | Cleveland    | 10–3–1 | Los Angeles | 11–3–0 | Minnesota  | 12–2–0 |

*Indica más de un equipo con ese registro

## Temporada regular
V = Victorias, D = Derrotas, E = Empates, CTE = Cociente de victorias, PF= Puntos a favor, PC = Puntos en contra

Nota: Los juegos empatados no fueron contabilizados de manera oficial en las posiciones hasta 1972
| Clasificado para los playoffs |

| Conferencia Este |

| Dallas Cowboys      | 11 | 2 | 1 | .846 | 369 | 223 |
| Washington Redskins | 7  | 5 | 2 | .583 | 307 | 319 |
| New Orleans Saints  | 5  | 9 | 0 | .357 | 311 | 393 |
| Philadelphia Eagles | 4  | 9 | 1 | .308 | 279 | 377 |

| Cleveland Browns    | 10 | 3  | 1 | .769 | 351 | 300 |
| New York Giants     | 6  | 8  | 0 | .429 | 264 | 298 |
| St. Louis Cardinals | 4  | 9  | 1 | .308 | 314 | 389 |
| Pittsburgh Steelers | 1  | 13 | 0 | .071 | 218 | 404 |

| Conferencia Oeste |

| Los Angeles Rams    | 11 | 3 | 0 | .786 | 320 | 243 |
| Baltimore Colts     | 8  | 5 | 1 | .615 | 279 | 268 |
| Atlanta Falcons     | 6  | 8 | 0 | .429 | 276 | 268 |
| San Francisco 49ers | 4  | 8 | 2 | .333 | 277 | 319 |

| Minnesota Vikings | 12 | 2  | 0 | .857 | 379 | 133 |
| Detroit Lions     | 9  | 4  | 1 | .692 | 259 | 188 |
| Green Bay Packers | 8  | 6  | 0 | .571 | 269 | 221 |
| Chicago Bears     | 1  | 13 | 0 | .071 | 210 | 339 |

## Postemporada
|  | Campeonato de Conferencia              | Campeonato de Conferencia |    |  | Final de Campeonato                   | Final de Campeonato |  |
|  |                                        |                           |    |  |                                       |                     |  |
|  | 28 de Dic, 1969 - Cotton Bowl          |                           |    |  |                                       |                     |  |
|  | Cleveland Browns                       | 38                        |    |  |                                       |                     |  |
|  | Dallas Cowboys                         | 14                        |    |  |                                       |                     |  |
|  |                                        |                           |    |  |                                       |                     |  |
|  |                                        |                           |    |  | 4 de Ene, 1970 - Metropolitan Stadium |                     |  |
|  |                                        |                           |    |  | Cleveland Browns                      | 7                   |  |
|  |                                        | Minnesota Vikings         | 27 |  |                                       |                     |  |
|  |                                        |                           |    |  |                                       |                     |  |
|  |                                        |                           |    |  |                                       |                     |  |
|  |                                        |                           |    |  |                                       |                     |  |
|  | 27 de Dic, 1969 - Metropolitan Stadium |                           |    |  |                                       |                     |  |
|  | Los Angeles Rams                       | 20                        |    |  |                                       |                     |  |
|  | Minnesota Vikings                      | 23                        |    |  |                                       |                     |  |

## Premios anuales
Al final de temporada se entregan diferentes premios reconociendo el valor del jugador durante la temporada entera.
| Premio                   | Ganador       | Posición      | Equipo              |
| ------------------------ | ------------- | ------------- | ------------------- |
| Jugador más valioso      | Roman Gabriel | Quarterback   | Los Angeles Rams    |
| Entrenador del año       | Bud Grant     | Head Coach    | Minnesota Vikings   |
| Novato ofensivo del año  | Calvin Hill   | Running back  | Dallas Cowboys      |
| Novato defensivo del año | Joe Greene    | Defensive end | Pittsburgh Steelers |